# Многочлены Эрмита
Многочле́ны Эрми́та — определённого вида последовательность многочленов одной вещественной переменной.
Многочлены Эрмита возникают в теории вероятностей, в комбинаторике, физике.
В едва узнаваемой форме многочлены Эрмита были определены Лапласом в 1810 году. Позднее они были подробно изучены Пафнутием Чебышёвым в 1859 году, но работа Чебышёва была проигнорирована математиками. А позже, в 1864, об открытых им новых многочленах написал статью Шарль Эрмит.

## Определение

Графики многочленов Эрмита порядка (вероятностное определение)

В теории вероятностей полиномы Эрмита обычно определяются выражением:
{\displaystyle H_{n}^{\mathrm {math} }(x)=(-1)^{n}e^{x^{2}/2}{\frac {d^{n}}{dx^{n}}}e^{-x^{2}/2}};
в физике обычно используется другое определение:
{\displaystyle H_{n}^{\mathrm {phys} }(x)=(-1)^{n}e^{x^{2}}{\frac {d^{n}}{dx^{n}}}e^{-x^{2}}}.
Два определения, приведённые выше, не являются в точности эквивалентными друг другу; каждое из них является «отмасштабированной» версией другого
{\displaystyle H_{n}^{\mathrm {phys} }(x)=2^{n/2}H_{n}^{\mathrm {math} }({\sqrt {2}}\,x)}.
Явные выражения для первых одиннадцати (n = 0, 1, …, 10) многочленов Эрмита приведены ниже (вероятностное определение):
{\displaystyle H_{0}(x)=1.}
{\displaystyle H_{1}(x)=x.}
{\displaystyle H_{2}(x)=x^{2}-1.}
{\displaystyle H_{3}(x)=x^{3}-3x.}
{\displaystyle H_{4}(x)=x^{4}-6x^{2}+3.}
{\displaystyle H_{5}(x)=x^{5}-10x^{3}+15x.}
{\displaystyle H_{6}(x)=x^{6}-15x^{4}+45x^{2}-15.}
{\displaystyle H_{7}(x)=x^{7}-21x^{5}+105x^{3}-105x.}
{\displaystyle H_{8}(x)=x^{8}-28x^{6}+210x^{4}-420x^{2}+105.}
{\displaystyle H_{9}(x)=x^{9}-36x^{7}+378x^{5}-1260x^{3}+945x.}
{\displaystyle H_{10}(x)=x^{10}-45x^{8}+630x^{6}-3150x^{4}+4725x^{2}-945.} .
Аналогичным образом определяются первые одиннадцать (n = 0, 1, …, 10) многочленов Эрмита в физическом определении:
{\displaystyle H_{0}(x)=1.}
{\displaystyle H_{1}(x)=2x.}
{\displaystyle H_{2}(x)=4x^{2}-2.}
{\displaystyle H_{3}(x)=8x^{3}-12x.}
{\displaystyle H_{4}(x)=16x^{4}-48x^{2}+12.}
{\displaystyle H_{5}(x)=32x^{5}-160x^{3}+120x.}
{\displaystyle H_{6}(x)=64x^{6}-480x^{4}+720x^{2}-120.}
{\displaystyle H_{7}(x)=128x^{7}-1344x^{5}+3360x^{3}-1680x.}
{\displaystyle H_{8}(x)=256x^{8}-3584x^{6}+13440x^{4}-13440x^{2}+1680.}
{\displaystyle H_{9}(x)=512x^{9}-9216x^{7}+48384x^{5}-80640x^{3}+30240x.}
{\displaystyle H_{10}(x)=1024x^{10}-23040x^{8}+161280x^{6}-403200x^{4}+302400x^{2}-30240.}
Общее уравнение для многочленов Эрмита имеет вид:
{\displaystyle H_{n}(x)=\sum _{j=0}^{\lfloor n/2\rfloor }{(-1)^{j}}{\frac {n!}{j!(n-2j)!}}(2x)^{n-2j}=(2x)^{n}-{\frac {n(n-1)}{1}}(2x)^{n-2}+{\frac {n(n-1)(n-2)(n-3)}{2}}(2x)^{n-4}-\ldots ,}

## Свойства
- Многочлен {\displaystyle H_{n}(x)} содержит члены только той же чётности, что и само число {\displaystyle n}:
- Многочлен {\displaystyle H_{n}(x)} чётен при чётном {\displaystyle n} и нечётен при нечётном {\displaystyle n}:
{\displaystyle H_{2n}(-x)=H_{2n}(x),\quad H_{2n+1}(-x)=-H_{2n+1}(x),\quad n=0,1,2,\ldots }.
- При {\displaystyle x=0} верны такие соотношения:
{\displaystyle H_{2n}(0)={\dfrac {(-1)^{n}}{2^{n}}}{\dfrac {(2n)!}{n!}},~~H_{2n+1}=0,~~~n=0,1,2,\ldots }, (в вероятностном определении)
{\displaystyle H_{2n}(0)={\dfrac {(-1)^{n}(2n)!}{n!}},~~H_{2n+1}=0,~~~n=0,1,2,\ldots }. (в физическом определении)
- Уравнение {\displaystyle H_{n}(x)=0} имеет {\displaystyle n} вещественных корней, попарно симметричных относительно начала системы координат, и модуль каждого из них не превосходит величины {\displaystyle {\sqrt {n(n-1)/2}}}. Корни многочлена {\displaystyle H_{n}(x)=0} чередуются с корнями многочлена {\displaystyle H_{n+1}(x)=0}.
- Многочлен {\displaystyle H_{n}(x)} можно представить в виде определителя матрицы {\displaystyle n\times n}:
{\displaystyle H_{n}(x)=\left|{\begin{array}{cccccc}x&n-1&0&0&\cdots &0\\1&x&n-2&0&\cdots &0\\0&1&x&n-3&\cdots &0\\\cdots &\cdots &\cdots &\cdots &\cdots &\cdots \\0&0&0&0&\cdots &x\end{array}}\right|}

### Формула сложения
Для многочленов Эрмита имеет место следующая формула сложения:
{\displaystyle {\frac {(a_{1}^{2}+a_{2}^{2}+\cdots +a_{n}^{2})^{\frac {\mu }{2}}}{\mu !}}H_{\mu }\left[{\frac {a_{1}x_{1}+a_{2}x_{2}+\cdots a_{n}x_{n}}{\sqrt {a_{1}^{2}+a_{2}^{2}+\cdots +a_{n}^{2}}}}\right]=\sum _{m_{1}+\cdots +m_{n}=\mu }{\frac {a_{1}^{m_{1}}}{m_{1}!}}\cdots {\frac {a_{n}^{m_{n}}}{m_{n}!}}H_{m_{1}}(x_{1})\cdots H_{m_{n}}(x_{n})~.}
Легко видеть, что следующие формулы являются её частными случаями:
- {\displaystyle a_{1}=a_{2}=\cdots =a_{n}=1}, {\displaystyle x_{1}=x_{2}=\cdots =x_{n}}. Тогда

{\displaystyle n^{\frac {\mu }{2}}H_{\mu }({\sqrt {n}}x)=\sum _{m_{1}+\cdots +m_{n}=\mu }{\frac {\mu !}{m_{1}!\cdots m_{n}!}}H_{m_{1}}(x)\cdots H_{m_{n}}(x)}.
- {\displaystyle n=2}, {\displaystyle a_{1}=a_{2}=1}, {\displaystyle x_{1}={\sqrt {2}}x,~x_{2}={\sqrt {2}}y}. Тогда

{\displaystyle 2^{\mu }H_{\mu }(x+y)=\sum _{p+q+r+s=\mu }{\frac {\mu !}{p!~q!~r!~s!}}H_{p}(x)H_{q}(x)H_{p}(y)H_{q}(y)}.

## Дифференцирование и рекуррентные соотношения
Производная {\displaystyle k}-го порядка от многочлена Эрмита {\displaystyle H_{n}(x)}, {\displaystyle n\geq k} также есть многочлен Эрмита (для физического определения):
{\displaystyle {\frac {d^{k}}{dx^{k}}}H_{n}(x)=2^{k}n(n-1)\cdots (n-k+1)H_{n-k}(x)~,}
Отсюда получается соотношение для первой производной (для физического определения)
{\displaystyle H'_{n}(x)={\frac {dH_{n}(x)}{dx}}=2nH_{n-1}(x)}
и рекуррентное соотношение между тремя последовательными многочленами:
{\displaystyle H_{n}(x)-xH_{n-1}(x)+(n-1)H_{n-2}(x)=0~,~~n\geq 2.}
Для физического определения рекуррентное соотношение между тремя последовательными многочленами:
{\displaystyle H_{n}(x)-2xH_{n-1}(x)+2(n-1)H_{n-2}(x)=0~,~~n\geq 2.}

## Ортогональность
Многочлены Эрмита образуют полную ортогональную систему на интервале {\displaystyle (-\infty ,+\infty )} с
весом {\displaystyle e^{-x^{2}/2}} или {\displaystyle e^{-x^{2}}} в зависимости от определения:
{\displaystyle \int _{-\infty }^{\infty }H_{n}(x)H_{m}(x)\,e^{-x^{2}/2}\,dx=n!{\sqrt {2\pi }}~\delta _{\mathit {nm}}} (в вероятностном определении),
{\displaystyle \int _{-\infty }^{\infty }H_{n}(x)H_{m}(x)\,e^{-x^{2}}\,dx=2^{n}n!{\sqrt {\pi }}~\delta _{\mathit {nm}}} (в физическом определении),
где {\displaystyle \delta _{mn}} — дельта-символ Кронекера.
Важным следствием ортогональности многочленов Эрмита является возможность разложения разных функций в ряды по многочленам Эрмита.
Для любого неотрицательного целого {\displaystyle p} справедлива запись
{\displaystyle {\frac {x^{p}}{p!}}=\sum _{k=0}^{k\leq p/2}{\frac {1}{2^{k}}}{\frac {1}{k!(p-2k)!}}H_{p-2k}(x).}
Из этого вытекает связь между коэффициентами разложения функции в ряд Маклорена {\displaystyle f(x)=\sum _{n=0}^{\infty }a_{n}x^{n}} и коэффициентами разложения этой же функции по многочленам Эрмита, {\displaystyle f(x)=\sum _{n=0}^{\infty }A_{n}H_{n}(x)}, которые называются отношениями Нильса Нильсона:
{\displaystyle A_{n}={\frac {1}{n!}}\sum _{k=0}^{\infty }{\frac {1}{2^{k}}}{\frac {(n+2k)!}{k!}}a_{n+2k},~~~a_{n}={\frac {1}{n!}}\sum _{k=0}^{\infty }{\frac {(-1)^{k}}{2^{k}}}{\frac {(n+2k)!}{k!}}A_{n+2k}.}
Например, разложение функции Куммера будет иметь такой вид:
{\displaystyle {}_{1}F_{1}(\alpha ,\gamma ;x)=\sum _{n=0}^{\infty }{\frac {(\alpha ,n)}{(\gamma ,n)(1,n)}}{}_{2}F_{2}\left({\frac {\alpha +n}{2}},{\frac {\alpha +n+1}{2}};{\frac {\gamma +n}{2}},{\frac {\gamma +n+1}{2}};{\frac {1}{2}}\right)H_{n}(x),~~~(a,b)\equiv {\frac {\Gamma (a+b)}{\Gamma (a)}},}
где {\displaystyle {}_{2}F_{2}(a_{1},a_{2};b_{1},b_{2};x)} — обобщённая гипергеометрическая функция второго порядка, {\displaystyle \Gamma (x)} — гамма-функция.
Разложение функций, в которых присутствует экспонента.
Для любой функции, которая записывается как суперпозиция экспонент
{\displaystyle f(x)=\sum _{k=1}^{p}c_{k}e^{\alpha _{k}x},}
можно записать следующее разложение по многочленам Эрмита:
{\displaystyle f(x)=\sum _{n=0}^{\infty }A_{n}H_{n}(x)~,~~~A_{n}={\frac {1}{n!}}\sum _{k=1}^{p}c_{k}\alpha _{k}^{n}e^{\frac {\alpha _{k}^{2}}{2}}~.}
Разложения известных гиперболических и тригонометрических функций имеют вид
{\displaystyle \operatorname {ch} {tx}=e^{\frac {t^{2}}{2}}\sum _{n=0}^{\infty }{\frac {t^{2n}}{(2n)!}}H_{2n}(x),~~~\operatorname {sh} {tx}=e^{\frac {t^{2}}{2}}\sum _{n=0}^{\infty }{\frac {t^{2n+1}}{(2n+1)!}}H_{2n+1}(x),}
{\displaystyle \cos {tx}=e^{-{\frac {t^{2}}{2}}}\sum _{n=0}^{\infty }(-1)^{n}{\frac {t^{2n}}{(2n)!}}H_{2n}(x),~~~\sin {tx}=e^{-{\frac {t^{2}}{2}}}\sum _{n=0}^{\infty }(-1)^{n}{\frac {t^{2n+1}}{(2n+1)!}}H_{2n+1}(x).}

## Дифференциальные уравнения
Многочлены Эрмита {\displaystyle H_{n}(x)} являются решениями линейного дифференциального уравнения:
{\displaystyle y''(x)-2xy'(x)+2ny(x)=0.}
Если {\displaystyle n} является целым числом, то общее решение вышеприведённого уравнения записывается как
{\displaystyle y(x)=AH_{n}(x)+Bh_{n}(x)},
где {\displaystyle A,B} — произвольные постоянные, а функции {\displaystyle h_{n}(x)} называются функциями Эрмита второго рода. Эти функции не приводятся к многочленам и их можно выразить только с помощью трансцендентных функций {\displaystyle e^{x^{2}/2}} и {\displaystyle \int _{0}^{x}e^{z^{2}/2}dz}.

## Представления
Многочлены Эрмита предполагают такие представления:
{\displaystyle H_{n}(x)={\frac {n!}{2\pi i}}\oint _{\Gamma }{\frac {e^{zx-z^{2}/2}}{z^{n+1}}}\,dz}
где {\displaystyle \Gamma } — контур, который охватывает начало координат.
Другое представление имеет вид:
{\displaystyle H_{n}(x)={\frac {1}{\sqrt {2\pi }}}\int _{-\infty }^{+\infty }(x+iy)^{n}e^{-{\frac {y^{2}}{2}}}dy}.

## Связь с другими специальными функциями
- Связь с функцией Куммера:

{\displaystyle H_{2n}(x)={\frac {(-1)^{n}}{2^{n}}}{\frac {(2n)!}{n!}}~{}_{1}F_{1}\left(-n;{\frac {1}{2}};{\frac {x^{2}}{2}}\right)~,~~~H_{2n+1}(x)={\frac {(-1)^{n}}{2^{n}}}{\frac {(2n+1)!}{n!}}x~{}_{1}F_{1}\left(-n;{\frac {3}{2}};{\frac {x^{2}}{2}}\right).}
- Связь с многочленами Лагерра:

{\displaystyle H_{2n}(x)=(-2)^{n}\,n!\,L_{n}^{(-1/2)}(x^{2}/2)\,\!,~~~H_{2n+1}(x)=(-2)^{n}\,n!\,x\,L_{n}^{(1/2)}(x^{2}/2).}

## Применение
- В квантовой механике многочлены Эрмита входят в выражение волновой функции квантового гармонического осциллятора. В безразмерных переменных уравнение Шрёдингера, которое описывает состояние квантового гармонического осциллятора, имеет вид:

{\displaystyle \left(-{\frac {d^{2}}{dx^{2}}}+x^{2}\right)\psi _{n}(x)=\lambda _{n}\psi _{n}(x)}.
Решениями этого уравнения являются собственные функции осциллятора, которые отвечают собственным значениям {\displaystyle \lambda _{n}=2n+1}. Нормированные на единицу, они записываются как
{\displaystyle \psi _{n}(x)=e^{-{\frac {x^{2}}{2}}}{\frac {(-1)^{n}}{\sqrt {2^{n}n!{\sqrt {\pi }}}}}H_{n}^{*}(x)~,~~n=0,1,2,\dots }.
В данном выражении используются именно «физические» многочлены Эрмита {\displaystyle H_{n}^{*}(x)}.
- Многочлены Эрмита используются в решении одномерного уравнения теплопроводности {\displaystyle u_{t}-u_{xx}=0} на бесконечном интервале. Это уравнение имеет решение в виде экспоненциальной функции {\displaystyle u(x,t)=e^{\alpha x+\alpha ^{2}t}}. Поскольку такую функцию можно представить в виде разложения по многочленам Эрмита, а с другой стороны она может быть разложена в ряд Тейлора по {\displaystyle \alpha }:

{\displaystyle e^{\alpha x+\alpha ^{2}t}=\sum _{n=0}^{\infty }{\frac {\alpha ^{n}}{n!}}P_{n}(x,t)},
то функции {\displaystyle P_{n}(x,t)}, которые являются решением уравнения теплопроводности и удовлетворяют начальному условию {\displaystyle P_{n}(x,t=0)=x^{n}}, выражаются через многочлены Эрмита следующим образом:
{\displaystyle P_{n}(x,t)=(i{\sqrt {2t}})^{n}H_{n}\left({\frac {x}{i{\sqrt {2t}}}}\right)={\frac {1}{\sqrt {4\pi t}}}\int _{-\infty }^{+\infty }e^{-{\frac {(x-y)^{2}}{4t}}}y^{n}dy}.
Для получения последнего равенства был использован интеграл Пуассона — Фурье.
- В лазерной физике, а точнее — в теории открытых (оптических) резонаторов, многочлены Эрмита входят в выражение, описывающее распределение амплитуды в поперечном сечении соответствующей поперечной моды Эрмита — Гаусса (собственно, произведение одного из многочленов Эрмита и функции Гаусса), характерной для оптических резонаторов с прямоугольной формой зеркал резонатора.